# Butzenmühle (Markt Taschendorf)
Butzenmühle (fränkisch: Budsamiel) ist ein Gemeindeteil des Marktes Markt Taschendorf im Landkreis Neustadt an der Aisch-Bad Windsheim (Mittelfranken, Bayern). Butzenmühle liegt in der Gemarkung Markt Taschendorf.

## Geographie
Die Einöde liegt an der Kleinen Weisach, einem linken Zufluss der Aisch. 0,75 km südwestlich des Ortes liegt der Großbachwald, 0,75 km nördlich der Lauterbachwald. Ein Anliegerweg führt zur Staatsstraße 2417 (0,1 km nördlich), die nach Markt Taschendorf (0,9 km westlich) bzw. nach Hombeer  verläuft (1,1 km östlich).

## Geschichte
Der Ort wurde 1605 als „Putzenmühl“ erstmals urkundlich erwähnt. Eine Person mit dem Familiennamen Butz war wohl zu dieser Zeit der Besitzer der Mühle. Die Eigentümer des Anwesens waren die Herren von Schwarzenberg.
Im Rahmen des Gemeindeedikts wurde Butzenmühle dem 1811 gebildeten Steuerdistrikt Markt Taschendorf und 1813 gebildeten Ruralgemeinde Markt Taschendorf zugeordnet.

## Einwohnerentwicklung
| Jahr      | 001824 | 001840 | 001861 | 001871 | 001885 | 001900 | 001925 | 001950 | 001961 | 001970 | 001987 |
| Einwohner | 12     | 4      | 8      | 9      | 6      | 12     | 4      | 4      | 2      | 8      | 8      |
| Häuser    | 2      | 1      |        |        | 1      | 1      | 1      | 1      | 1      |        | 1      |
| Quelle    | [ 8 ]  | [ 7 ]  | [ 11 ] | [ 12 ] | [ 13 ] | [ 14 ] | [ 15 ] | [ 16 ] | [ 17 ] | [ 18 ] | [ 1 ]  |

## Religion
Der Ort ist seit der Reformation evangelisch-lutherisch geprägt und nach St. Johannes der Täufer (Markt Taschendorf) gepfarrt.